# Synagoge (Görlitz)
Die Synagoge in Görlitz ist ein zwischen 1909 und 1911 errichtetes jüdisches Gotteshaus mit überwiegend neoklassizistischen Merkmalen. Während der Novemberpogrome am 9. November 1938 erlitt sie nur leichte Beschädigungen und wurde als einzige Synagoge auf dem heutigen Gebiet von Sachsen in dieser Nacht nicht verwüstet. Da es nach dem Zweiten Weltkrieg in Görlitz keine jüdische Gemeinde mehr gab, verfiel das Gebäude in den folgenden Jahrzehnten zusehends. 1991 begann die umfassende Sanierung und Restaurierung, die im Dezember 2020 abgeschlossen wurde. Aufgrund der Covid-19-Pandemie wurde die feierliche Eröffnung ins Jahr 2021 verschoben; sie erfolgte am 12. Juli 2021. Seit dem 12. September 2022 befindet sich wieder ein Davidstern auf der Synagoge. Das Gebäude der Synagoge mit Garten und Einfriedung steht unter Denkmalschutz (ID-Nr. 09281647).

## Geschichte

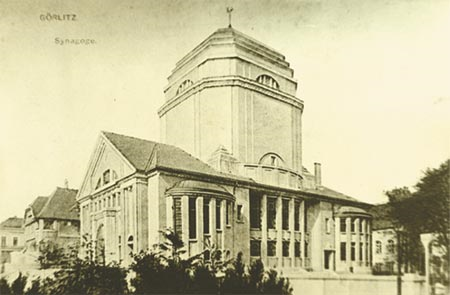
Die Synagoge im Jahr 1912

Die jüdische Gemeinde wuchs zwischen 1852 und 1880 von 150 auf 643 Mitglieder. Die Alte Synagoge in der Langenstraße in der Altstadt von Görlitz, deren Errichtung im Jahre 1853 als Zeichen der damaligen Toleranz gesehen wurde, wurde rasch zu klein für die wachsende jüdische Gemeinde. Bereits 1870 wurde ein Fonds aufgelegt, der ausschließlich für den Bau der Neuen Synagoge vorgesehen war. Die jüdische Gemeinde hatte sich unter ihrem Vorsitzenden Alexander-Katz eine genaue Vorstellung von der architektonischen Gestaltung erarbeitet, weswegen Architekturentwürfe nur auf vorherige Einladung eingereicht wurden. Eine Jury entschied über die Beiträge und bestand u. a. aus Paul Wallot, der das Reichstagsgebäude 1894 entworfen hatte, dem Theoretiker der Modernen Architektur Hermann Muthesius und den wichtigsten Vertretern der jüdischen Gemeinde wie dem Industriellen Martin Ephraim und Rabbi Freund. Die Dresdner Architekten Lossow & Kühne gewannen den Wettbewerb, nach deren Plänen die Synagoge anschließend errichtet wurde. An der künstlerischen Ausgestaltung waren der Glasmaler Josef Goller und der Bildhauer Karl Groß beteiligt. Die Architekten verwendeten wie bei ihrem Hauptwerk, dem Leipziger Hauptbahnhof (1909–1915), die Ausdrucksmittel des Neoklassizismus, die im Inneren mit Elementen des ausklingenden Jugendstils bereichert wurden. Das unterscheidet diesen Sakralbau von den Synagogen früherer Jahrzehnte (vgl. Neue Synagoge in Berlin, erbaut 1859–1866) im maurischen Stil. Nach zwei Jahren Bauzeit wurde die Synagoge am 7. März 1911 eröffnet. Die Synagoge hat zwei Betsäle; u. a. einen großen Kuppelsaal, der ursprünglich für ca. 550 Betende und nach der 2021 beendeten Sanierung noch für 310 Betende ausgelegt ist. Die Wochentagssynagoge ist für 50 Betende bestimmt.
Musikalisch war die Gemeinde der Alten Synagoge stark mit den Werken Louis Lewandowskis verbunden. Insbesondere sein Spätwerk Todah v'Simrah – vierstimmige Chorwerke und Solos „mit und ohne Begleitung der Orgel (ad libitum)“ war den Gemeindemitgliedern wichtig. So wurde folgerichtig die Neue Synagoge auch mit einer Orgel ausgestattet. Diese befand sich gegenüber der Frauenempore hinter einem Paravent.
Von 1933 bis 1945 unter der Herrschaft der Nationalsozialisten flohen Juden aus Görlitz oder wurden deportiert. Während der Novemberpogrome 1938 erlitt die Synagoge Beschädigungen im Innenraum, während die Trägerstruktur des Gebäudes unbeschadet blieb. Die Feuerwehren im gesamten Reich hatten den Befehl erhalten, die in Brand gesteckten jüdischen Gebäude nicht zu löschen und sämtliche Hilfe zu verweigern. Die Görlitzer Berufsfeuerwehr erhielt diesen Befehl zu spät. Als die Synagoge Feuer fing, rückten die Löschwagen aus und konnten das Feuer erfolgreich bekämpfen. Am Tag nach der Pogromnacht wurden zweihundert jüdische Männer der Görlitzer Gemeinde verhaftet – praktisch die gesamte männliche jüdische Bevölkerung der Stadt. Im Februar 1939 wurde die Gemeinde gezwungen, die Synagoge und das zugehörige Grundstück für etwa vier Prozent der ursprünglichen Bausumme zu verkaufen. Der letzte Gottesdienst fand im September 1940 statt. Ohne eine intakte jüdische Gemeinde verblieb das Gebäude ungenutzt.
Nach dem Zweiten Weltkrieg übertrug die sowjetische Militäradministration die Synagoge an die nächstgelegene jüdische Gemeinde in Dresden. Die Gemeinde konnte die Unterhaltungskosten nicht aufbringen und verkaufte das Gebäude im November 1963 an die Stadt Görlitz. Unterdessen wurde die Hausmeisterwohnung in der Synagoge in den 50er und 60er Jahren von mehreren Familien bewohnt. Die Stadt erklärte die Synagoge zum Kulturdenkmal, verzichtete aber auf Instandhaltungsinvestitionen, so dass das Gebäude in der folgenden Zeit verfiel.
1979 wurde die Synagoge Anziehungspunkt für Jugendliche, die sich moralisch gegen die DDR-Führung stellten. Die Gruppe „Natürlicher Weg“ organisierte für den 9. November drei Jahre in Folge einen Kerzenmarsch zur Synagoge und legte Blumen nieder. Sie wurden von der SED-Volkspolizei als „asozial“ und „kriminell-gefährdete Jugendliche“ eingestuft. 1986 nahmen Mitglieder der evangelischen Kirche diese Tradition wieder auf, die bis heute zum Jahrestag der Pogromnacht wiederholt wird.
1988 wurde eine Gedenktafel für die jüdischen Opfer aus der Zeit des Nationalsozialismus angebracht.
Unmittelbar nach der Wiedervereinigung wurden sämtliche Eingänge und Fenster zugemauert, um weitere Plünderungen zu stoppen. Die Jewish Claims Conference verklagte die Stadt erfolgreich auf Schadensersatz, weil sie gegen Bedingungen des Kaufvertrages von 1963 verstoßen hatte. 1991 wurde die Synagoge auf Beschluss des Sächsischen Landtags und des Görlitzer Stadtparlaments baulich gesichert. Erst als 1996 alle Eigentums- und Rechtsfragen geklärt waren, konnten weitere Instandhaltungs- und Sanierungsarbeiten durchgeführt werden.
Der damalige Außenminister Joschka Fischer sprach in der Synagoge als Laudator zur Verleihung des Internationalen Brückepreises. Kurz danach wurde die entsprechende Nutzungserlaubnis aus bauaufsichtlichen Gründen widerrufen.

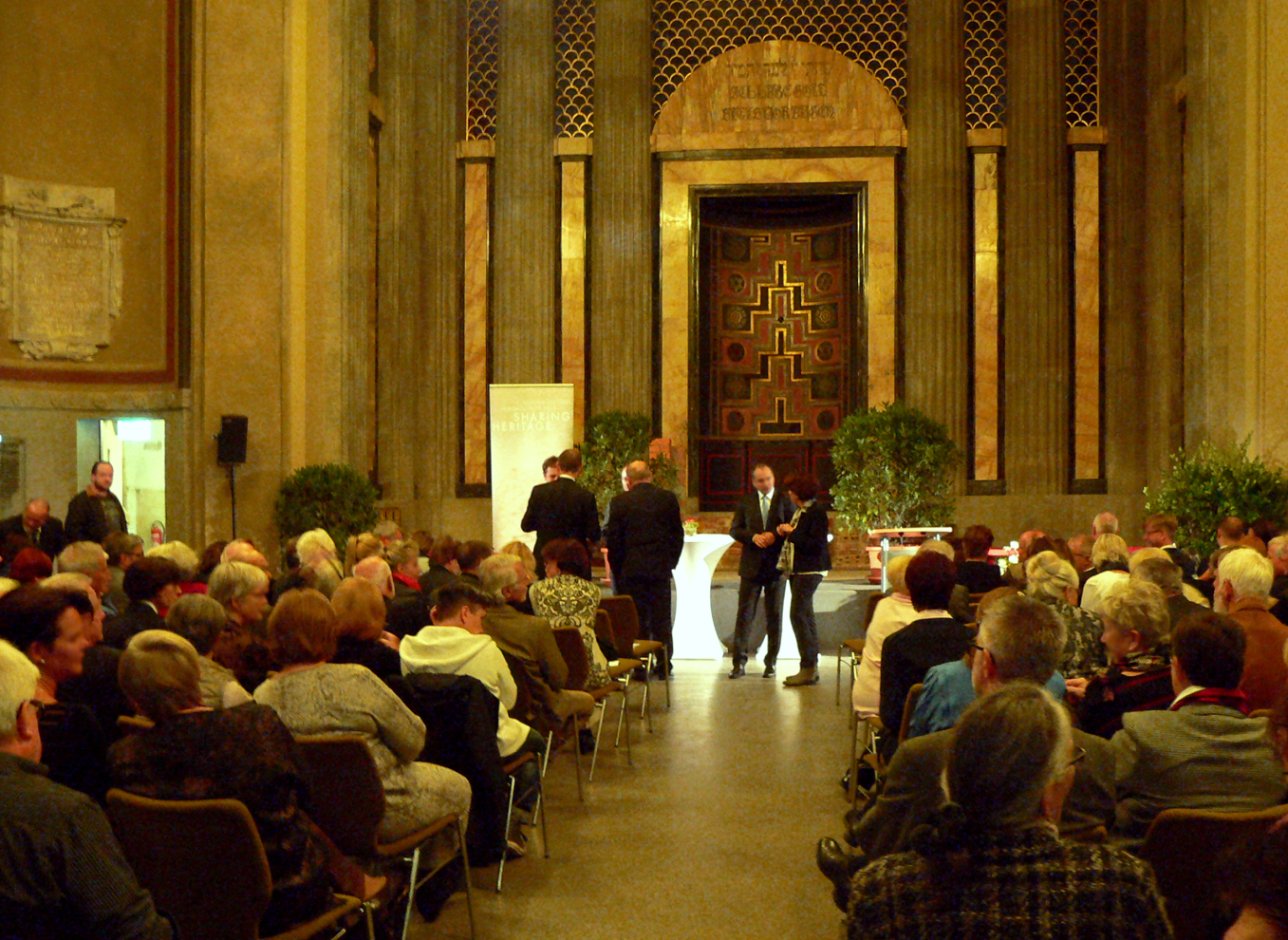
Veranstaltung in der Synagoge, 2016

Im November 2008 wurde das Gebäude nach der notwendigen Teilrestaurierung als konfessionsübergreifende Kultur- und Begegnungsstätte wiedereröffnet. Danach erfolgte eine aufwendige Detailsanierung. Unter anderem mussten die einstigen acht Hängeleuchter des Kuppelsaals rekonstruiert werden. Die ursprünglich für den Dezember 2020 angekündigte Eröffnung nach vollständiger Sanierung wurde wegen der anhaltenden Covid-19-Pandemie auf das Jahr 2021 verschoben. Die Sanierung kostete ca. 10 Millionen Euro.
Am 13. Oktober 2020 fand in der Synagoge ein Konzert mit der Pianistin Martha Argerich und dem Cellisten Mischa Maisky statt.
Nach wie vor gibt es keine größere jüdische Gemeinde in Görlitz, die die Räumlichkeiten auslasten und unterhalten könnte. Deshalb sieht das Nutzungskonzept vor, dass der Kuppelsaal für Veranstaltungen und Konferenzen gebucht werden kann. In der Synagoge wird es Führungen zur jüdischen Geschichte geben. Die Wochentagssynagoge soll den Gottesdiensten der jüdischen Gemeinde vorbehalten bleiben.
Am 20. August 2021 wurde in der Synagoge nach über 80 Jahren der erste jüdische Gottesdienst gefeiert.
Am 16. Dezember 2021 wurden Fragmente der in der Pogromnacht verloren geglaubten Thora-Rolle der Stadt Görlitz übergeben. Sie befanden sich über 50 Jahre in der Obhut des Kunnerwitzer Pfarrers. Alex Jacobowitz kritisierte, dass die Übergabe in Abwesenheit von Vertretern der jüdischen Gemeinde stattfand.

## Rekonstruktion des Davidsterns
Der Davidstern auf der Kuppelspitze wurde während der Novemberpogrome 1938 entfernt und „unter großem Johlen auf der Straße zertrümmert“. Dadurch war die Synagoge entweiht. Die Pläne zur Sanierung Anfang der 1990er Jahre sahen keine Rekonstruktion des Davidsterns vor. Bis 2017 sprach sich auch die Jüdische Gemeinde in Dresden gegen eine Rekonstruktion aus. Diese Meinung hat sich inzwischen geändert.
Sowohl der Förderkreis Görlitzer Synagoge e. V., der Mitte 2020 mit einem offenen Brief die Diskussionen erneut angestoßen hatte, als auch die Stadtverwaltung und die Jüdische Gemeinde Dresden sind für eine Wiedererrichtung des Davidsterns.
Bei der Sanierung des Daches 1992 wurde noch keine Möglichkeit geschaffen, wieder einen Davidstern zu installieren. Durch einen Stadtratsbeschluss im Dezember 2020 wurde der Bürgermeister beauftragt, dafür ein Tragwerksgutachten zur technischen Machbarkeit in Auftrag zu geben. Das Ergebnis dieses Gutachtens erlaubt die geplante Errichtung des Davidsterns auf dem Dach. Der Musiker und Vorsitzende der Görlitzer jüdischen Gemeinde, Alex Jacobowitz, sagte einen fünfstelligen Betrag zu. Ein anonymer Spender überwies der Stadt Mitte Mai 2021 für diesen Zweck zusätzlich 70.000 Euro.
Am 12. September 2022 wurde ein neuer Davidstern auf die Synagoge gesetzt.

## Galerie

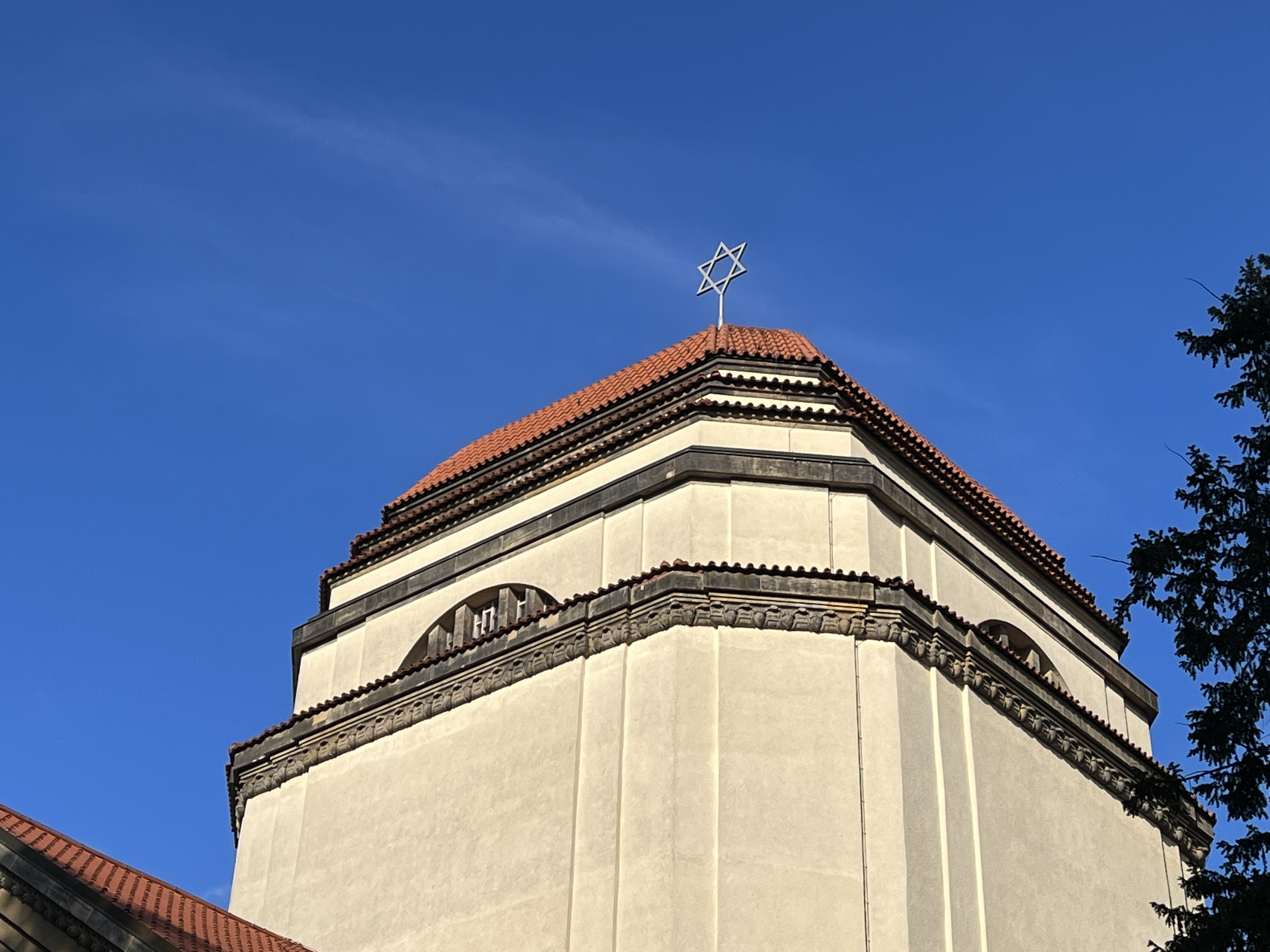
Kuppeldach mit Davidstern
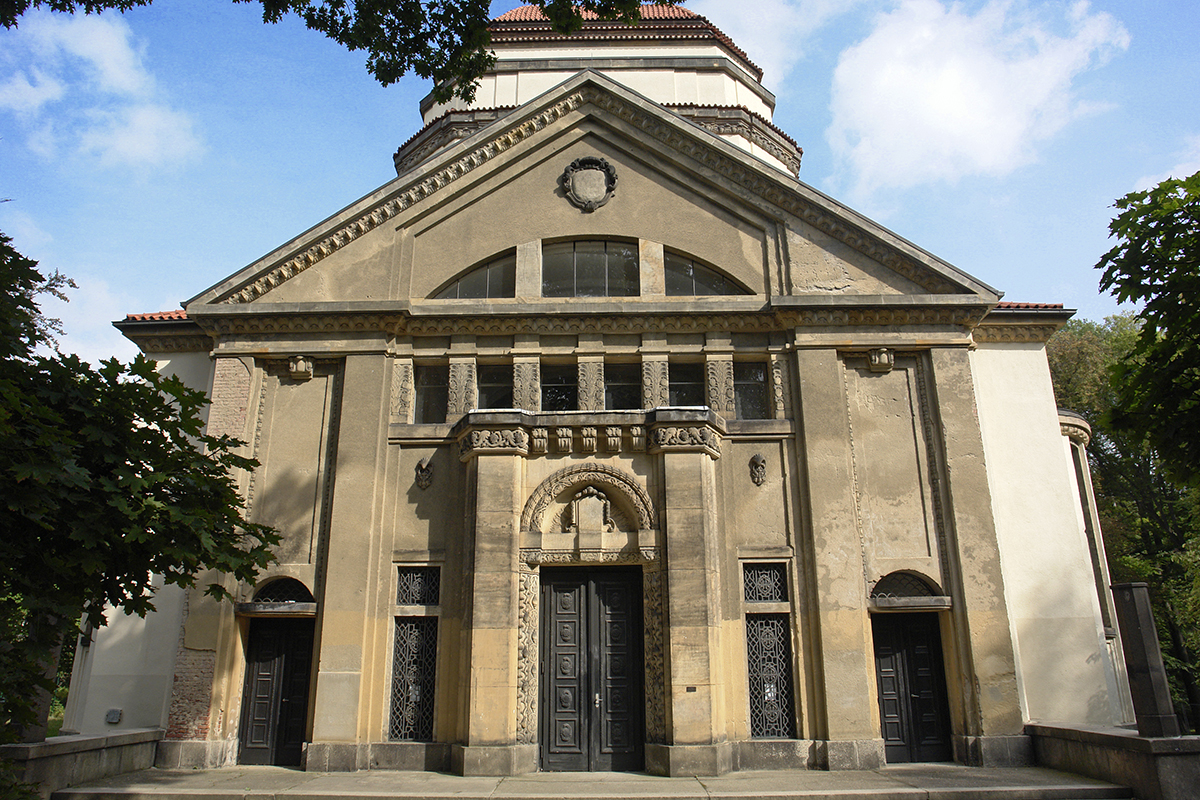
Portal
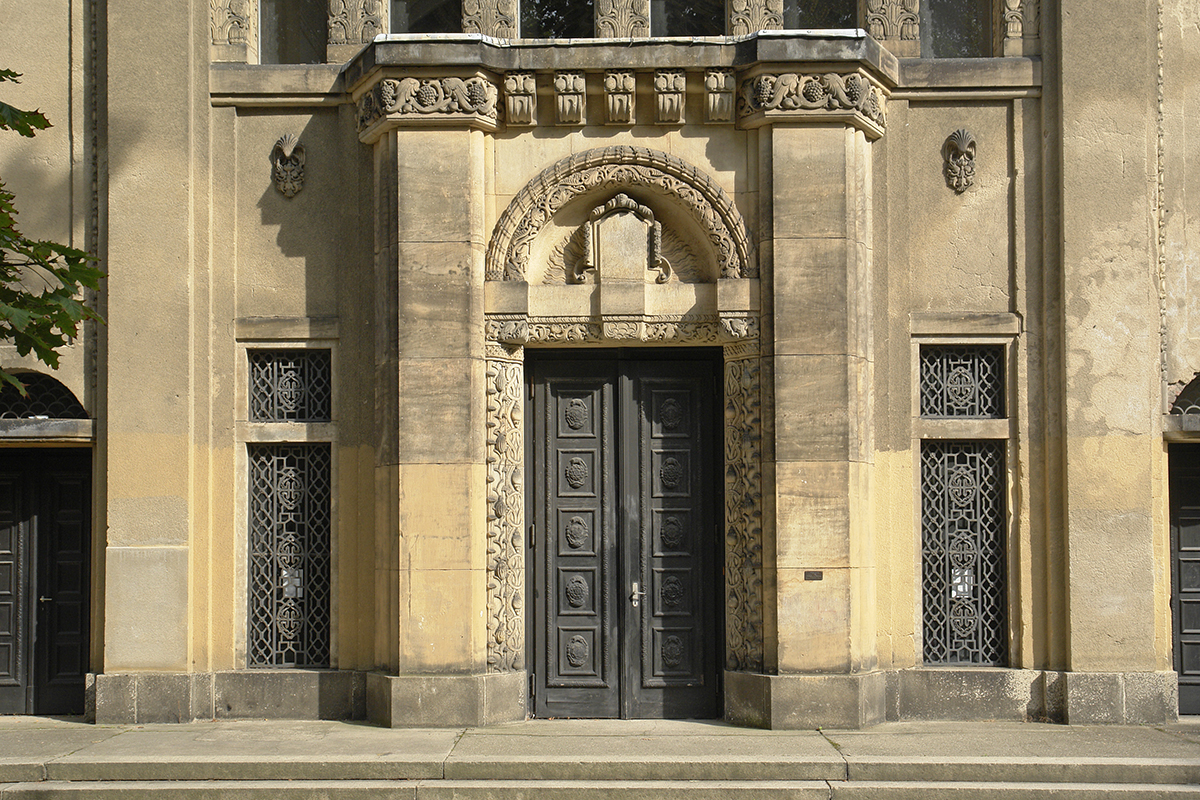
Eingang
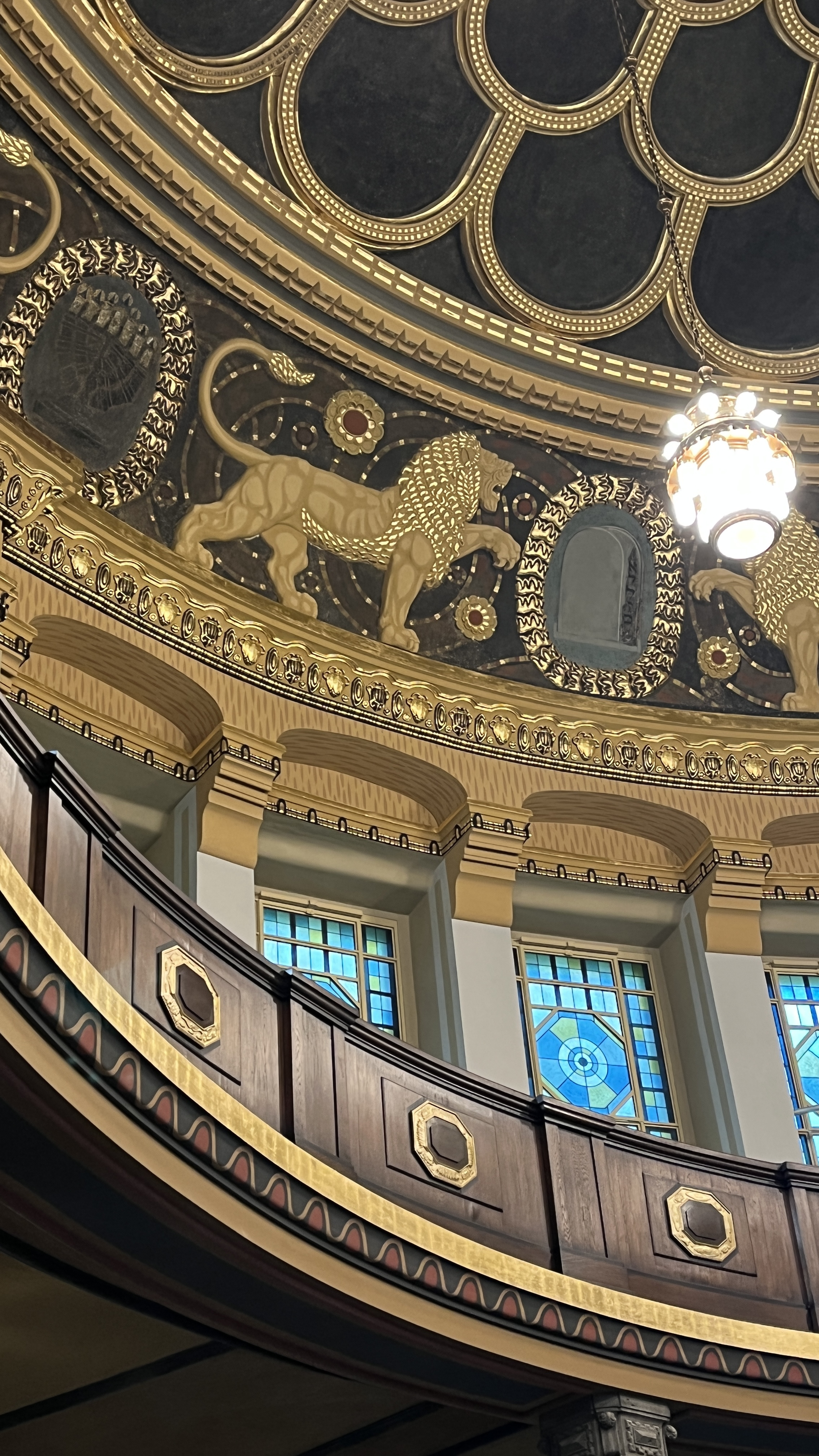
Löwenfries im Kuppelsaal
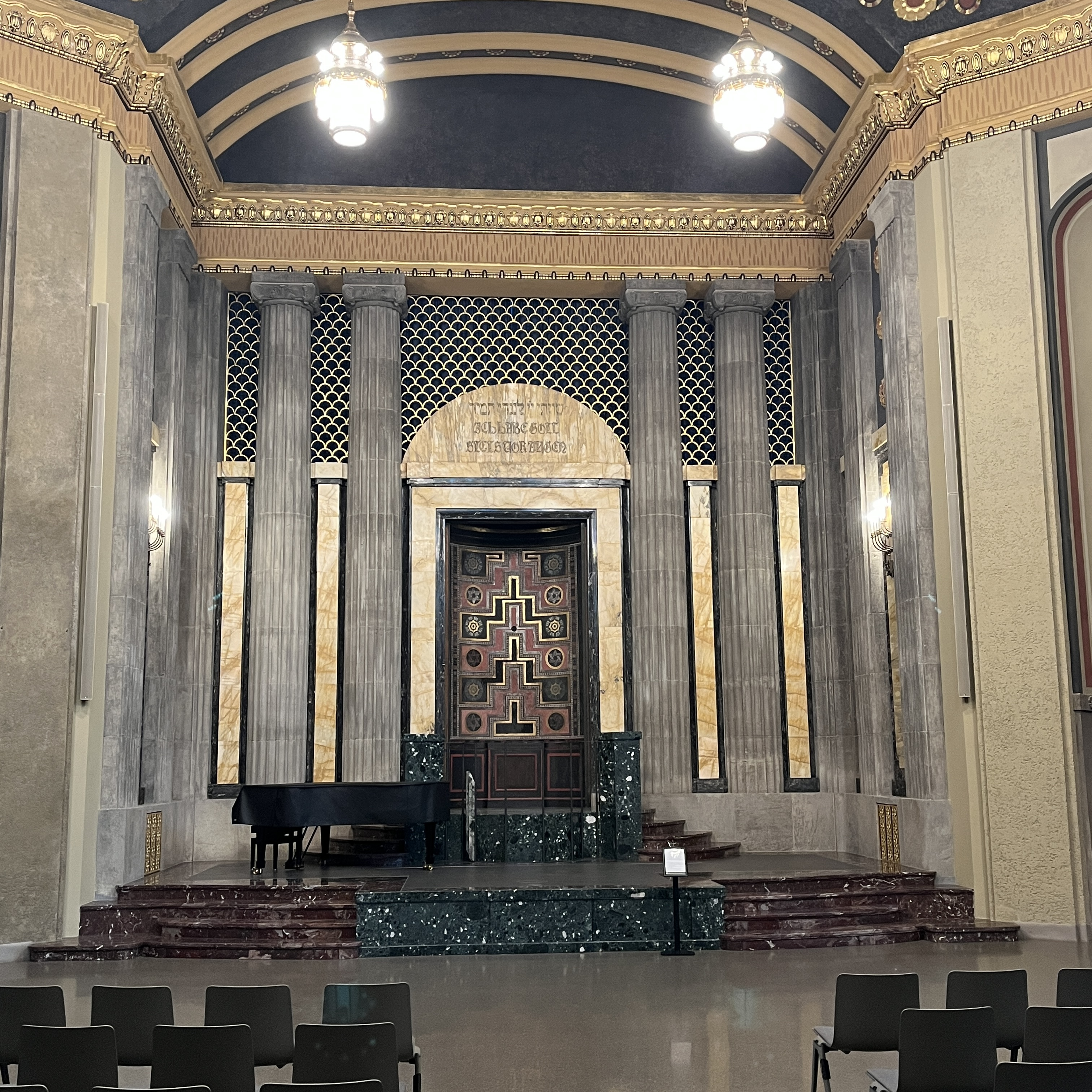
Toraschrein
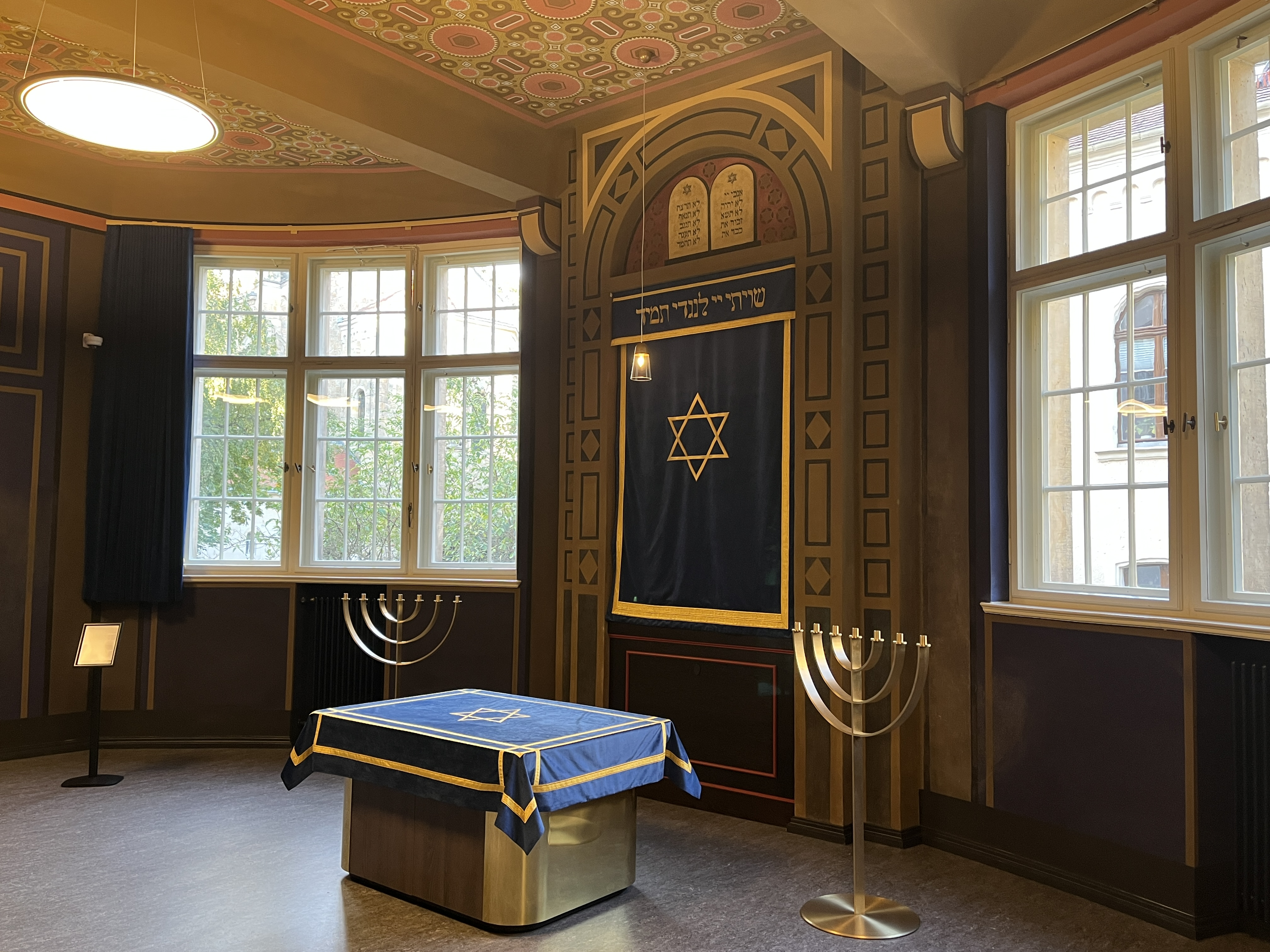
Wochentagssynagoge